# Settle
Settle é o primeiro álbum de estúdio do duo de música eletrônica Disclosure. Foi lançado em 31 de maio de 2013 pela Island Records. O álbum contem os singles "Latch", "White Noise", "You & Me", "F for You", "Help Me Lose My Mind" e "Voices". Uma edição de luxo do álbum contém faixas bônus, incluindo o remix do Disclosure de "Running" de Jessie Ware.
O álbum foi muito bem recebido pela crítica inglesa e internacional, e foi nomeado para receber o Mercury Music Prize e para o Grammy Award de Melhor Álbum Dance/Eletrônico. O álbum estreou na liderança no UK Albums Chart, vendendo 44.633 na primeira semana. Foi certificado como Ouro pela British Phonographic Industry em 22 de julho de 2013. E em outubro de 2013, o álbum já tinha vendido 165.000 cópias. Um álbum de remixes chamado Settle: The Remixes foi lançado em 16 e 17 de dezembro de 2013 no Reino Unido e nos Estados Unidos respectivamente.

## Faixas
Todas as faixas foram produzidas por Disclosure.
| N.º            | Título                                                           | Compositor(es)                                  | Duração |  |
| 1.             | "Intro"                                                          | Guy Lawrence, Howard Lawrence                   | 1:00    |  |
| 2.             | "When a Fire Starts to Burn"                                     | G. Lawrence, H. Lawrence                        | 4:43    |  |
| 3.             | "Latch" (participação especial de Sam Smith)                     | G. Lawrence, H. Lawrence, James Napier, Smith   | 4:16    |  |
| 4.             | "F for You"                                                      | G. Lawrence, H. Lawrence                        | 4:29    |  |
| 5.             | "White Noise" (participação especial de AlunaGeorge)             | G. Lawrence, H. Lawrence, Napier, Aluna Francis | 4:38    |  |
| 6.             | "Defeated No More" (participação especial de Ed Macfarlane)      | G. Lawrence, H. Lawrence, Macfarlane            | 6:09    |  |
| 7.             | "Stimulation"                                                    | G. Lawrence, H. Lawrence                        | 5:22    |  |
| 8.             | "Voices" (participação especial de Sasha Keable)                 | G. Lawrence, H. Lawrence, Napier, Keable        | 4:05    |  |
| 9.             | "Second Chance"                                                  | G. Lawrence, H. Lawrence                        | 2:22    |  |
| 10.            | "Grab Her!"                                                      | G. Lawrence, H. Lawrence                        | 5:15    |  |
| 11.            | "You & Me" (participação especial de Eliza Doolittle)            | G. Lawrence, H. Lawrence, Napier, Eliza Caird   | 4:29    |  |
| 12.            | "January" (participação especial de Jamie Woon)                  | G. Lawrence, H. Lawrence, Woon                  | 5:55    |  |
| 13.            | "Confess to Me"                                                  | G. Lawrence, H. Lawrence, Ware                  | 4:11    |  |
| 14.            | "Help Me Lose My Mind" (participação especial de London Grammar) | G. Lawrence, H. Lawrence, Hannah Reid           | 4:06    |  |
| Duração total: | Duração total:                                                   | Duração total:                                  | 60:37   |  |

| Edição de luxo Internacional |                                                                  |                                   |         |  |
| N.º                          | Título                                                           | Compositor(es)                    | Duração |  |
| 15.                          | "Boiling" (participação especial de Sinéad Harnett)              | G. Lawrence, H. Lawrence, Harnett | 3:48    |  |
| 16.                          | "What's in Your Head"                                            | G. Lawrence, H. Lawrence, Harnett | 5:31    |  |
| 17.                          | "Tenderly"                                                       | G. Lawrence, H. Lawrence          | 5:04    |  |
| 18.                          | "Running" (Performado por Jessie Ware, remixado pelo Disclosure) | G. Lawrence, H. Lawrence          | 5:30    |  |

| Edição de luxo Norte-Americana |                                                        |                          |         |  |
| N.º                            | Título                                                 | Compositor(es)           | Duração |  |
| 15.                            | "Together" (com Sam Smith, Nile Rodgers e Jimmy Napes) |                          | 2:22    |  |
| 16.                            | "F For You" (participação especial de Mary J. Blige)   | G. Lawrence, H. Lawrence | 6:15    |  |

| Edição de luxo Norte-Americana - Target |                                                        |                          |         |  |
| N.º                                     | Título                                                 | Compositor(es)           | Duração |  |
| 15.                                     | "Together" (com Sam Smith, Nile Rodgers e Jimmy Napes) |                          | 2:22    |  |
| 16.                                     | "F For You" (participação especial de Mary J. Blige)   | G. Lawrence, H. Lawrence | 6:15    |  |
| 17.                                     | "Tenderly"                                             | G. Lawrence, H. Lawrence | 5:04    |  |
| 18.                                     | "Apollo"                                               |                          | 6:44    |  |

| Faixas bônus da versão de luxo The Remixes |                                                                                                   |         |  |
| N.º                                        | Título                                                                                            | Duração |  |
| 19.                                        | "Apollo"                                                                                          | 6:44    |  |
| 20.                                        | "Boiling" (participação especial de Sinéad Harnett) (Dixon Rework)                                | 9:31    |  |
| 21.                                        | "Boiling" (participação especial de Sinéad Harnett) (Medlar Remix)                                | 5:52    |  |
| 22.                                        | "Control" (Joe Goddard Remix)                                                                     | 3:58    |  |
| 23.                                        | "F for You" (TEED Remix)                                                                          | 5:54    |  |
| 24.                                        | "Help Me Lose My Mind" (participação especial de London Grammar) (Paul Woolford Remix)            | 7:08    |  |
| 25.                                        | "Help Me Lose My Mind" (participação especial de London Grammar) (Larry Heard Remix)              | 8:38    |  |
| 26.                                        | "Help Me Lose My Mind" (participação especial de London Grammar) (SOHN Remix)                     | 5:11    |  |
| 27.                                        | "January" (participação especial de Jamie Woon) (Kaytranada Edition)                              | 5:21    |  |
| 28.                                        | "Latch" (participação especial de Sam Smith) (DJ Premier Remix)                                   | 3:26    |  |
| 29.                                        | "Latch" (participação especial de Sam Smith) (T. Williams Club Remix)                             | 4:07    |  |
| 30.                                        | "Simulation" (Preditah Remix)                                                                     | 5:00    |  |
| 31.                                        | "Voices" (participação especial de Sasha Keable) (Wookie Remix)                                   | 5:33    |  |
| 32.                                        | "When a Fire Starts to Burn" (Midland Remix)                                                      | 5:08    |  |
| 33.                                        | "White Noise" (participação especial de AlunaGeorge) (HudMo Remix)                                | 4:30    |  |
| 34.                                        | "You & Me" (participação especial de Eliza Doolittle) (Flume Remix)                               | 4:42    |  |
| 35.                                        | "You & Me" (participação especial de Eliza Doolittle) (Baauer Remix)                              |         |  |
| 36.                                        | "Together" (Disclosure, Nile Rodgers, James Napier and Sam Smith)                                 | 7:08    |  |
| 37.                                        | "F For You" (participação especial de Mary J. Blige) (International Special edition bonus tracks) | 6:15    |  |

Samples
- "Intro" e "When a Fire Starts to Burn" contém samples de "Rope-a-dope" do palestrante motivacional Eric Thomas.
- "Stimulation" contém samples do cover de Lianne La Havas para "A Long Walk".
- "Second Chance" contém samples de "Get Along with You" de Kelis.
- "Grab Her!" contém samples de "Look of Love" de Slum Village.

## Tabelas
| Tabela (2013)                             | Melhor posição |
| ----------------------------------------- | -------------- |
| Austrália (Australian Albums Chart)       | 5              |
| Austrália (Australian Dance Albums Chart) | 2              |
| Bélgica (Belgian Albums Chart Flanders)   | 8              |
| Bélgica (Belgian Albums Chart Valônia)    | 76             |
| Dinamarca (Danish Albums Chart)           | 40             |
| Países Baixos (Dutch Albums Chart)        | 25             |
| França (French Albums Chart)              | 89             |
| Irlanda (Irish Albums Chart)              | 10             |
| Nova Zelândia (New Zealand Albums Chart)  | 15             |
| Noruega (Norwegian Albums Chart)          | 19             |
| Escócia (Scottish Albums Chart)           | 5              |
| Suíça (Swiss Albums Chart)                | 76             |
| Reino Unido (UK Albums Chart)             | 1              |
| Reino Unido (UK Dance Albums Chart)       | 1              |
| Estados Unidos (Billboard 200)            | 38             |
| Estados Unidos (Dance/Electronic Albums)  | 2              |

| Tabela (2013)                            | Melhor posição |
| ---------------------------------------- | -------------- |
| Bélgica (Belgian Albums Chart Flanders)  | 135            |
| Reino Unido (UK Albums Chart)            | 40             |
| Estados Unidos (Dance/Electronic Albums) | 20             |

| País | Certificação | Vendas   |
| --- | ------------ | -------- |
| Austrália (ARIA) | Ouro         | 35,000^  |
| Reino Unido (BPI) | Platina      | 300,000^ |
| * número de vendas definido com base apenas no nível de certificação ^ números de embarque definido com base apenas no nível de certificação x números não especificados com base apenas no nível de certificação |              |          |

## Histórico de lançamento
| Região         | Data                | Formato(s)          | Edições(s)                     | Gravadora                             |
| -------------- | ------------------- | ------------------- | ------------------------------ | ------------------------------------- |
| Austrália      | 31 de maio de 2013  | CD LP               | Padrão                         | Universal Music                       |
| Austrália      | 31 de maio de 2013  | Download digital    | Padrão de luxo                 | Universal Music                       |
| Alemanha       | 31 de maio de 2013  | CD Download digital | Padrão de luxo                 | Universal Music                       |
| Alemanha       | 31 de maio de 2013  | LP                  | Padrão                         | Universal Music                       |
| Irlanda        | 31 de maio de 2013  | CD                  | Padrão                         | PMR Records Island Records            |
| Irlanda        | 31 de maio de 2013  | Download digital    | Padrão de luxo                 | PMR Records Island Records            |
| Reino Unido    | 3 de junho de 2013  | CD Download digital | Padrão de luxo                 | PMR Records Island Records            |
| Reino Unido    | 3 de junho de 2013  | LP                  | Padrão                         | PMR Records Island Records            |
| França         | 3 de junho de 2013  | CD                  | Padrão                         | Universal Music                       |
| França         | 3 de junho de 2013  | Download digital    | Padrão de luxo                 | Universal Music                       |
| França         | 10 junho de 2013    | LP                  | Padrão                         | Universal Music                       |
| Estados Unidos | 11 de junho de 2013 | CD Download digital | Padrão                         | Cherrytree Records Interscope Records |
| Estados Unidos | 25 junho de 2013    | LP                  | Padrão                         | Cherrytree Records Interscope Records |
| Estados Unidos | 15 de abril de 2014 | CD Download digital | Versão de luxo norte-americana | Cherrytree Records Interscope Records |